# Giuseppe Osorio
Giuseppe Osorio Alcàron (ur. w 1697 w Trapani, zm. 8 stycznia 1763 w Turynie) – sardyńsko-sabaudzki dyplomata.
Ochrzczony 22 września 1697. Od 1714 Wiktor Amadeusz II zatrudniał go jako swego pazia honorowego (paggio di onore). Później na koszt monarchy studiował w Lejdzie prawo międzynarodowe, czy jak wówczas mówiono: prawo narodów  (dritto delle genti).
Od 1722 pracował jako asystent sardyńskiego ambasadora w Holandii. W latach 1729–1733 był sardyńskim posłem pełnomocnym w Londynie. W 1743 zawarł z Austrią traktat w Worms, na podstawie którego Maria Teresa Habsburg zgadzała się, by pewne terytoria w Italii nabył Karol Emanuel III.